# Henrik Folkesson
Henrik Folkesson, född 12 november 1975, är en svensk innebandyspelare.
Folkesson är uppvuxen i Näsviken utanför Hudiksvall och spelade fotboll i Näsvikens IK (samma moderförening som Tomas Brolin). Han har även spelat fotboll i division 2 med Hudiksvalls ABK. Han spelade i division 1 i innebandy med Hudik/Björkberg IBK och Växjö IBK innan han värvades till elitseriespel med FC Helsingborg 2004.